# Lothringen
Lothringen (französisch Lorraine [lɔˈʀɛn]) ist eine Landschaft im Nordosten Frankreichs. Sie ist der mittlere Teil der Region Grand Est. Von 1960 bis Ende 2015 bildete Lothringen, das auf das historische Herzogtum Lothringen zurückgeht, eine eigene Region mit der Hauptstadt Metz, bestehend aus den Départements Meurthe-et-Moselle, Meuse, Moselle und Vosges. Das so definierte Lothringen hat eine Fläche von 23.547 km² und 2.323.064 Einwohner (Stand 1. Januar 2022).
Im innerdeutschen Sprachgebrauch bezeichnet der historische Begriff Lothringen teilweise nur den von 1871 bis 1918 zum Deutschen Reich gehörenden Bezirk Lothringen beziehungsweise das von 1940 bis 1945 existierende CdZ-Gebiet Lothringen, die beide das heutige Département Moselle umfassten.

## Geographie
Lothringen liegt im Nordosten Frankreichs an den Oberläufen von Maas (französisch Meuse), Mosel (Moselle), Saar (Sarre) und Saône. Es bildet den östlichen Ausläufer des Pariser Beckens. Die Ostgrenze wird von den Vogesen gebildet. Der höchste Punkt ist der Hohneck mit 1364 Metern Höhe. Lothringen grenzt im Norden an die belgische Provinz Luxemburg, das Großherzogtum Luxemburg sowie die deutschen Bundesländer Saarland und Rheinland-Pfalz. Mit diesen angrenzenden Gebieten bildet Lothringen eine europäische Großregion sowie rund um das Dreiländereck die Europaregion Saar-Lor-Lux. Im Osten grenzt Lothringen an das Elsass und im Süden an die Region Bourgogne-Franche-Comté. Westlich schließt sich die Champagne an.

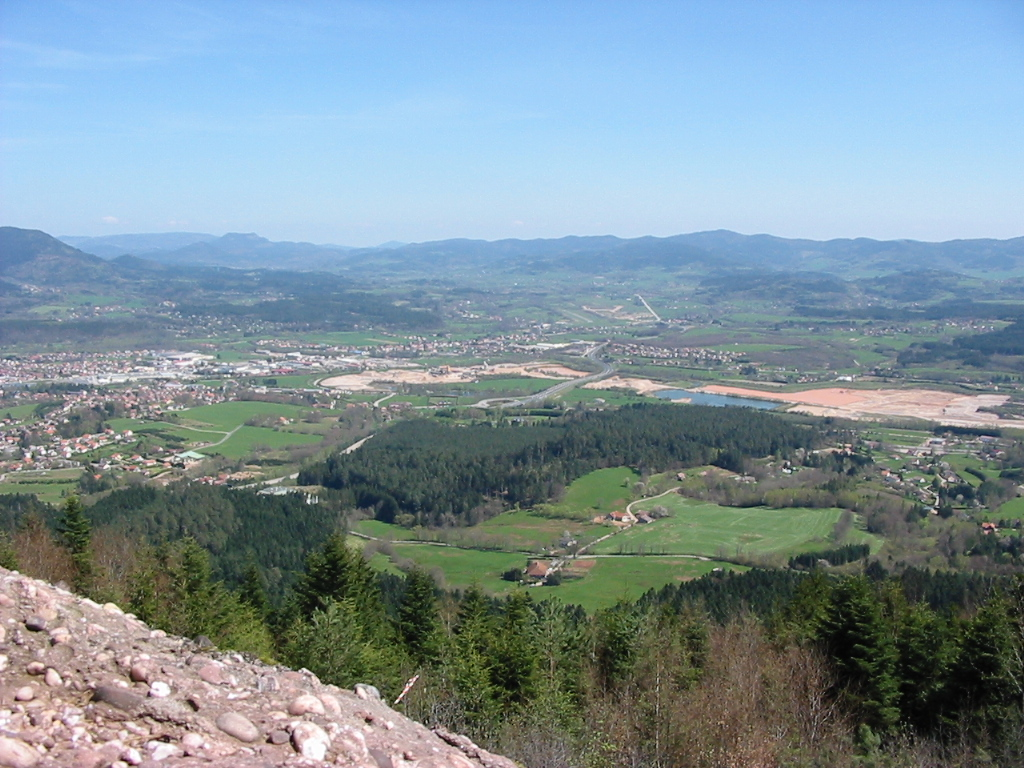
Die Vogesen bei Saint-Dié-des-Vosges
Blick vom Rocher de Dabo nach Nordwesten über weite Teile Lothringens

## Wappen

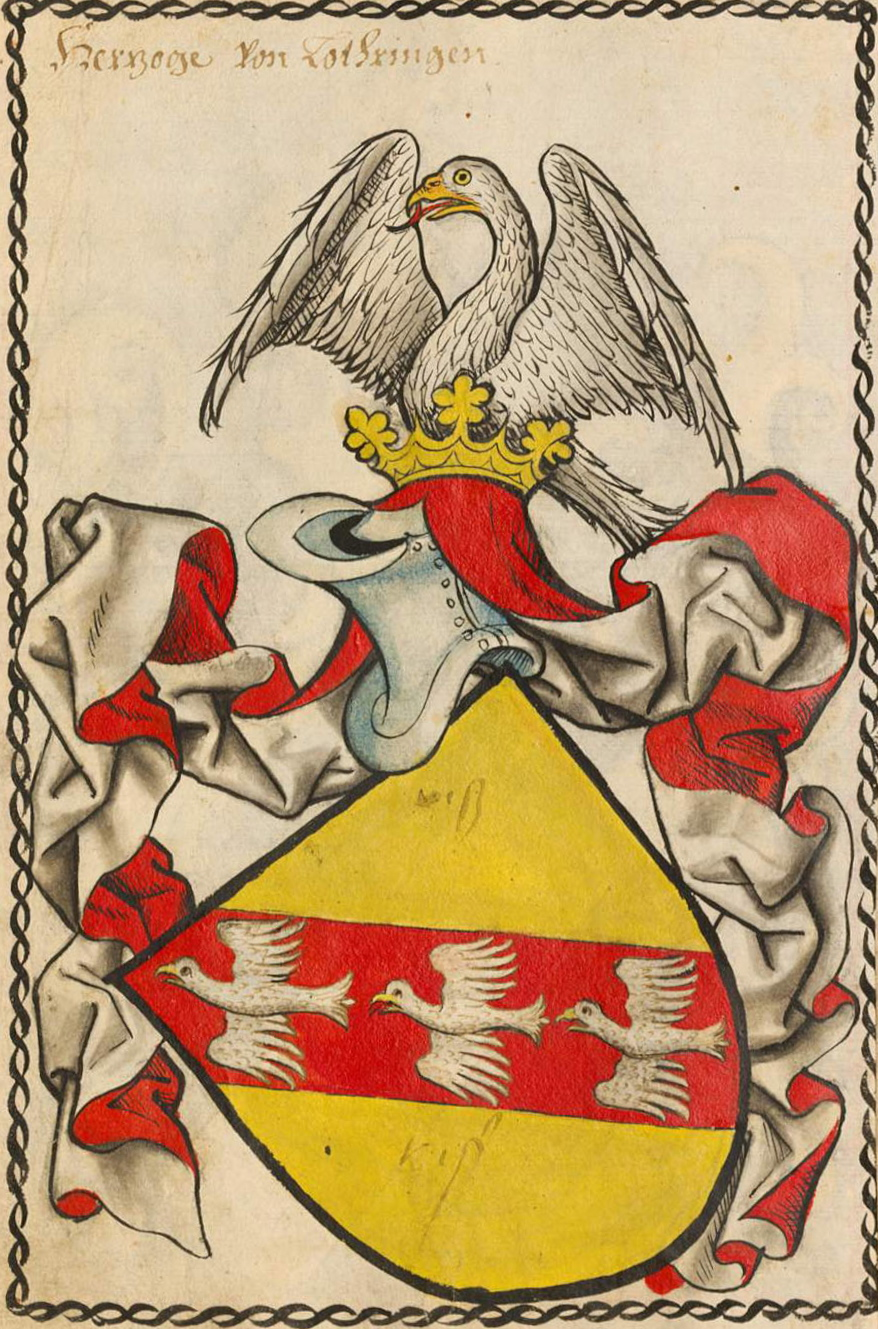
Herzog von Lothringen (Scheiblersches Wappenbuch, um 1470)
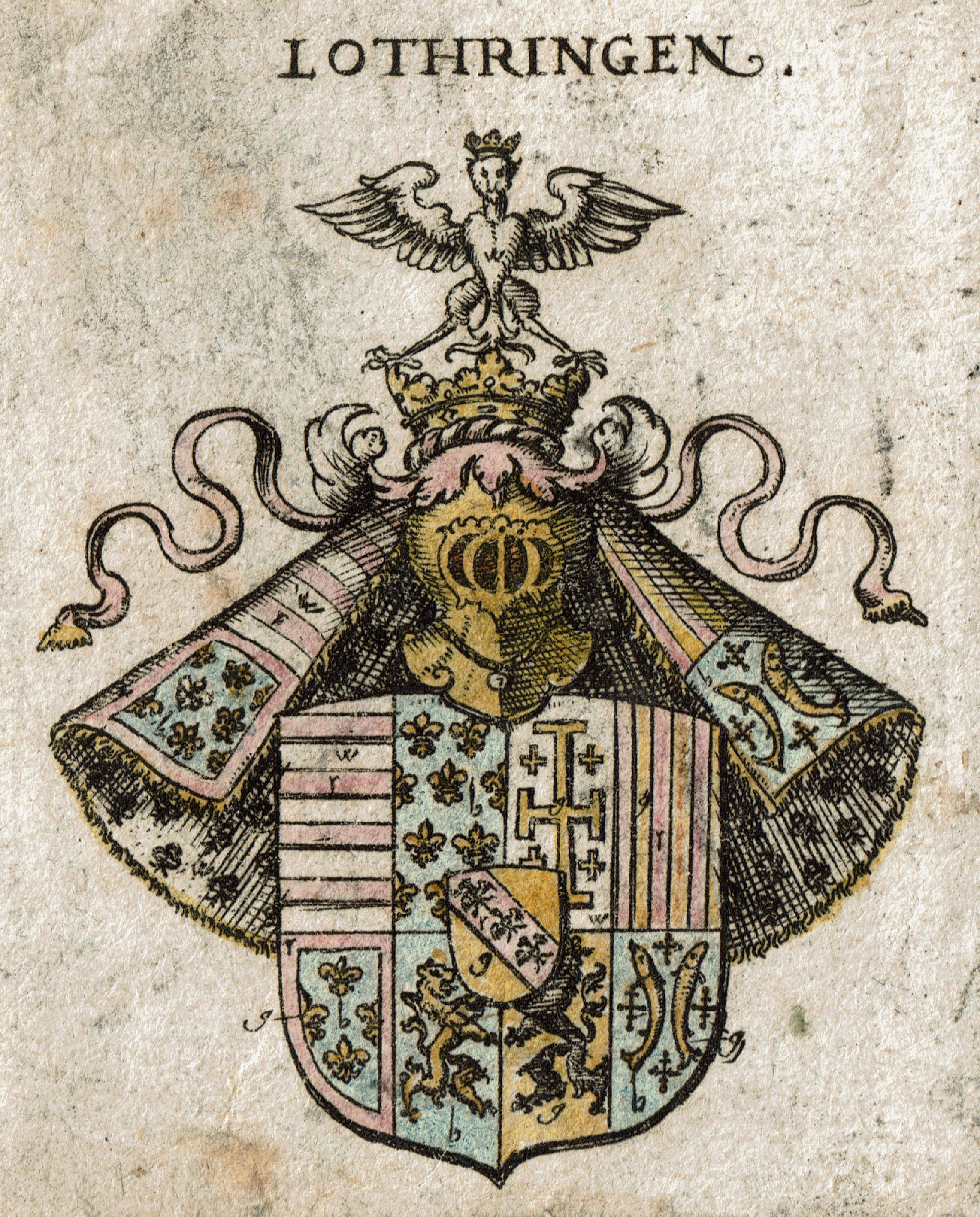
Wappen des Herzogs von Lothringen, um 1700
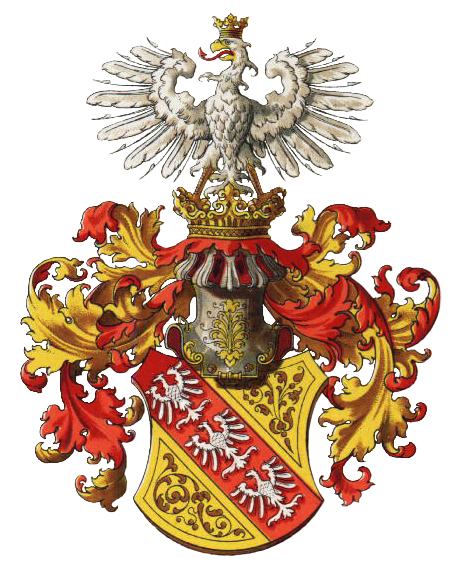
Herzogtum Lothringen (Hugo Gerard Ströhl, 1890)
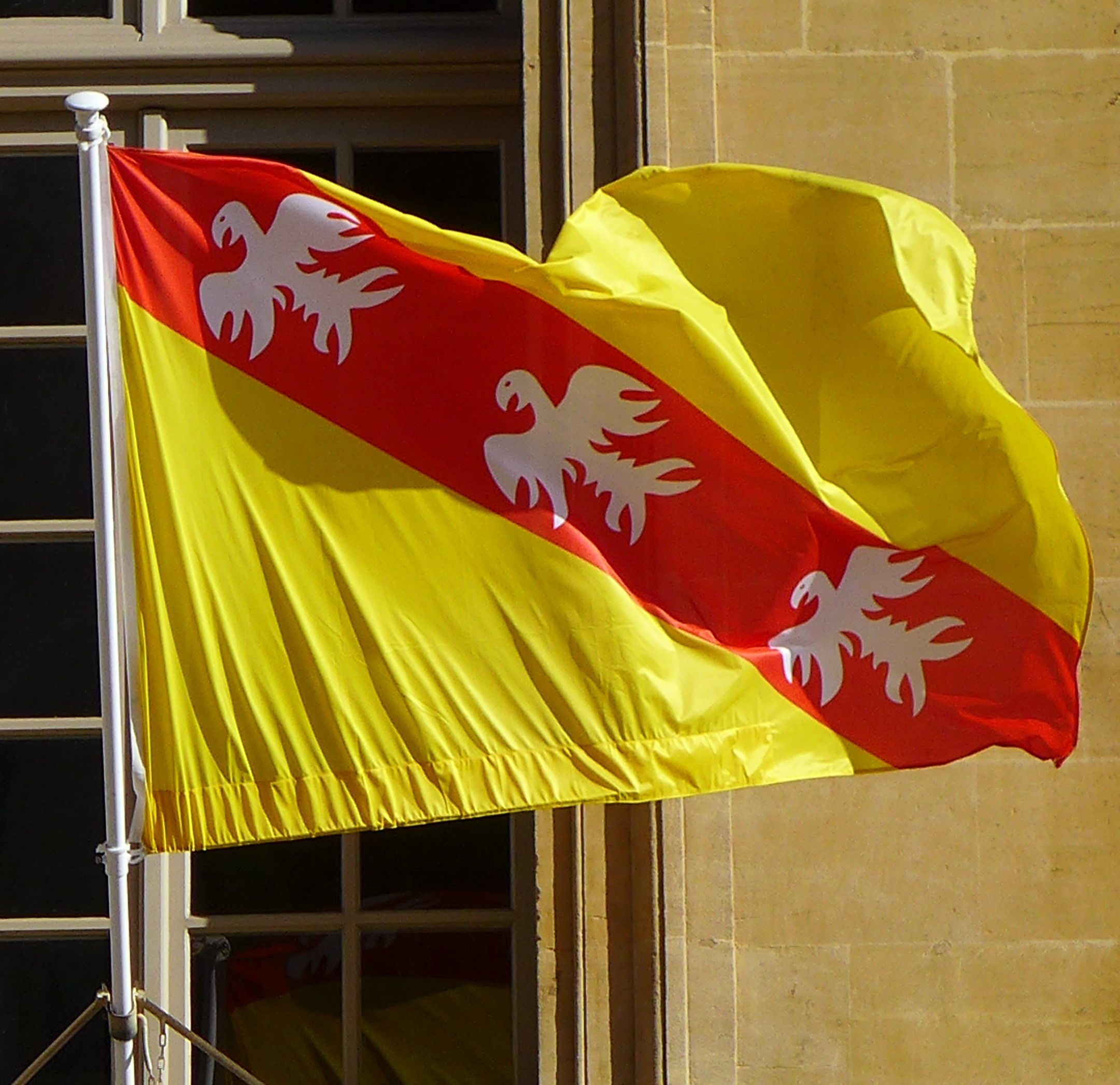
Flagge von Lothringen

Das lothringische Wappen zeigt in Gold einen roten Schrägrechtsbalken, der mit drei silbernen Alérions (gestümmelten Adlern) belegt ist. Es geht auf das Wappen des Herzogtums Lothringen zurück. Der Schrägbalken mit den Adlern tritt um das Jahr 1195 in den Siegeln von Herzog Simon II. auf. Der lothringische Benediktinerabt und Historiker Augustin Calmet berichtet in seiner „Histoire de Lorraine“ von der Überlieferung, dass der lothringische Adler angeblich von Kaiser Friedrich Barbarossa in Anlehnung an den kaiserlichen Reichsadler an Herzog Matthäus I. von Lothringen verliehen worden sei, um die enge Beziehung des Herzogtums zum Heiligen Römischen Reich zu verdeutlichen. Dieses kaiserliche heraldische Privileg sei dem lothringischen Herzog Theobald I. anlässlich seiner Hochzeit mit Gertrud von Dagsburg durch Kaiser Friedrich II. bestätigt worden. Die Adlerstümmelung kam erst im 15. Jahrhundert hinzu. Das Motiv ist auch in den Wappen der Départements Meurthe-et-Moselle, Moselle und Vosges, im Landeswappen des Saarlandes und in vielen kommunalen Wappen enthalten.

### Lothringer Kreuz
Das Lothringer Kreuz (Croix de Lorraine) war das Zeichen des jüngeren Hauses Anjou, das von 1431 bis 1473 in Lothringen herrschte. Bekannt wurde es vor allem als Symbol des freien Frankreich und der französischen Exil-Regierung unter Charles de Gaulle sowie ihrer militärischen Verbände. 1972 wurde das Lothringer Kreuz als Motiv für die Gedenkstätte für Charles de Gaulle in Colombey-les-Deux-Églises (Département Haute-Marne) gewählt.

Lothringer Kreuz im Eck der Landesflagge Elsass-Lothringens von 1912/1918
Flagge der Forces françaises libres im Zweiten Weltkrieg
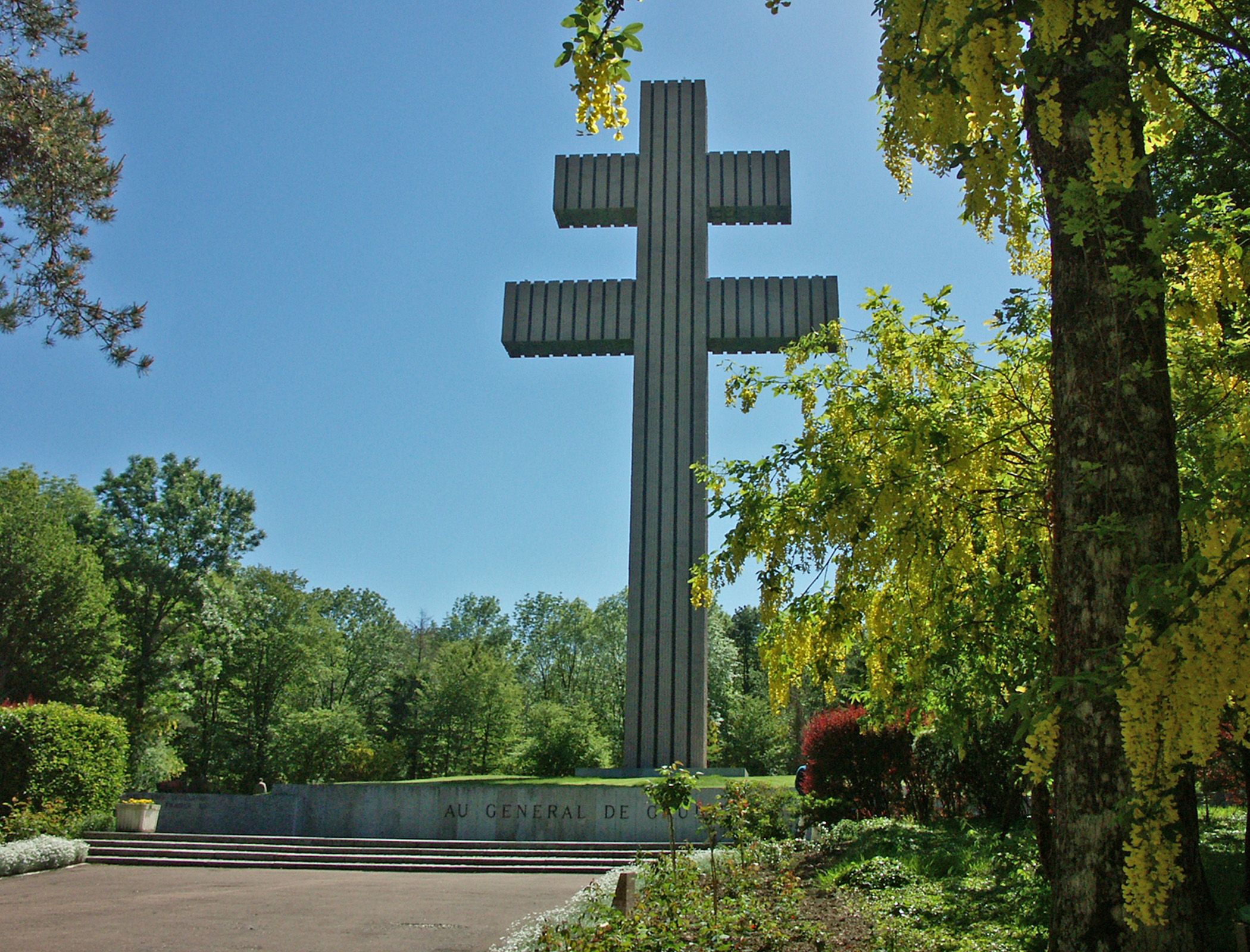
Lothringer Kreuz als Monument für de Gaulle in Colombey-les-Deux-Églises

## Geschichte

### Römische Provinz Belgica (1.Jh. v.Chr. bis 5.Jh. n.Chr.)
Das überwiegend von keltischen Stämmen besiedelte Gebiet um die Mosel wurde in den Jahren 58 bis 51 v. Chr. von Gaius Iulius Caesar im Gallischen Krieg erobert und später Teil der römischen Provinz Gallia Belgica. In der Spätantike wurde bei der Verwaltungsreform Kaiser Diokletians im Jahr 295 n. Chr. die Gallia Belgica neugegliedert in die Provinzen Belgica I im Süden und Belgica II im Norden. Die Belgica I (Belgica Prima) entsprach bereits ungefähr dem Gebiet der heutigen Region Lothringen, umfasste zusätzlich aber auch einen Teil des unteren Mosellaufs mit der bedeutenden Metropole Augusta Treverorum (das römische Trier). Wichtige lothringische Städte wie Metz (Divodurum) oder Verdun (Virodunum) haben ihren Ursprung in römischer Zeit. Das Gebiet war von der galloromanischen Kultur geprägt, moselromanische Sprachinseln überlebten sogar die Völkerwanderungszeit bis zum Beginn des Hochmittelalters. Zugleich lebten aber auch germanische Siedler in der Provinz, viele davon Laeten im römischen Militärdienst.
451 zogen die Hunnen unter Attila von Trier die Mosel entlang nach Metz und eroberten die Stadt am 7. April, sie wurde geplündert und zerstört. Die Hunnen zogen weiter Richtung Paris, wurden aber in der Schlacht auf den Katalaunischen Feldern von einer Koalition aus römischen, westgotischen und fränkischen Armeen geschlagen. Der Aufstieg der Franken in Gallien begann. In der Übergangszeit von der Spätantike zum Frühmittelalter fiel das Gebiet der Provinz Belgica I zunächst in den Herrschaftsbereich der Alamannen und wurde dann im 5. Jahrhundert ein Teil des Fränkischen Reichs.

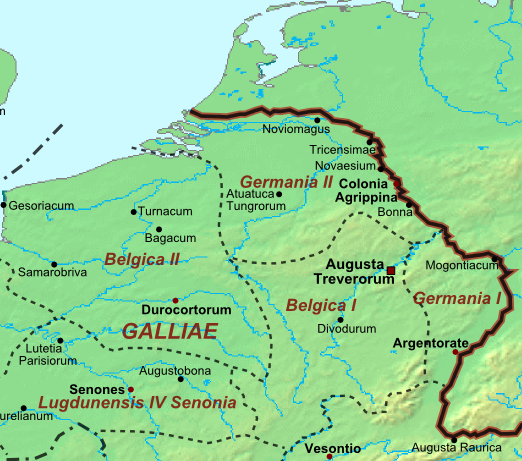
Die spätantike Provinz Belgica I
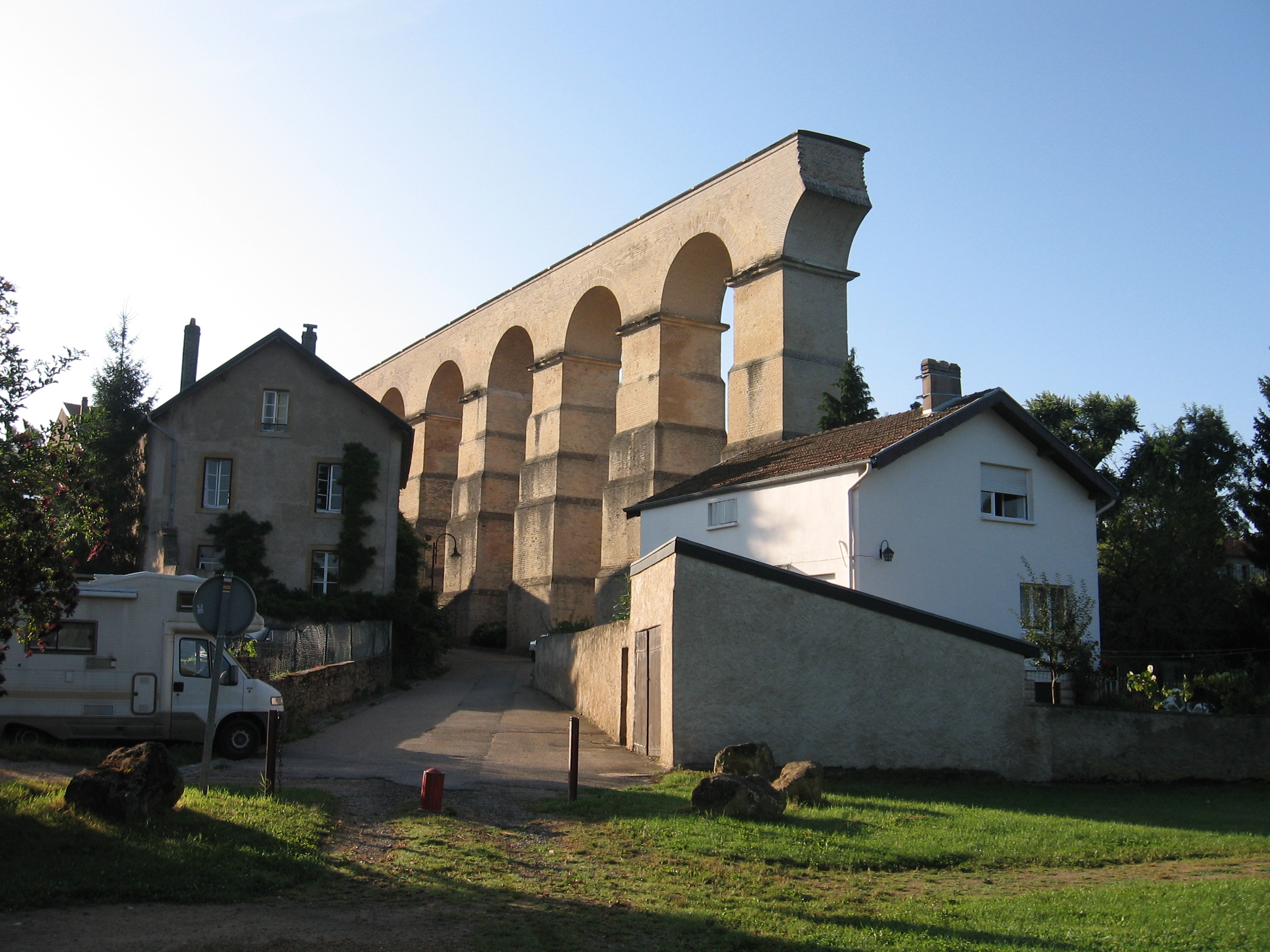
Ruine eines römischen Aquädukts in Jouy-aux-Arches
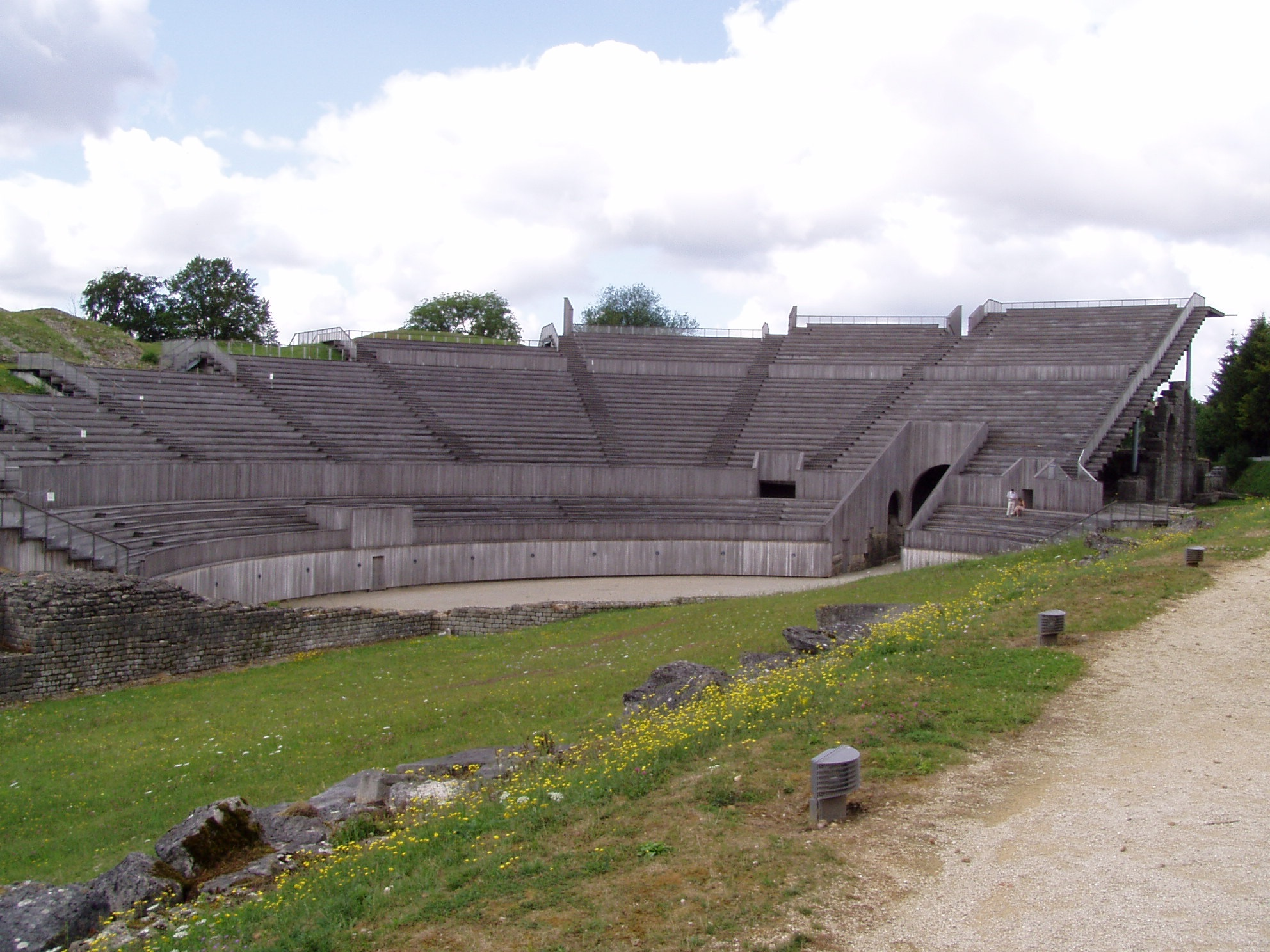
Amphitheater in Grand (Vosges)

### Lotharingien und Herzogtum Lothringen (843–1766)

Lotharingien im 10. Jahrhundert

Aus einer Dreiteilung des Fränkischen Reichs entstand 843 das Lotharii Regnum, das nach seinem König benannte „Reich des Lothar“ oder Lotharingien. Es lag in der Mitte zwischen dem Ost- und dem Westfränkischen Reich und erstreckte sich ursprünglich als langgestrecktes Territorium vom Mittelmeer bis zur Nordsee. 870 wurde das Gebiet wieder zwischen dem Ost- und Westfränkischen Reich aufgeteilt. Der Name Lotharingien blieb jedoch im Reichsverband erhalten, wobei zunächst zwischen dem von der Mosel durchflossenen Oberlothringen und dem nördlich daran anschließenden Niederlothringen unterschieden wurde. Während Niederlothringen im Mittelalter bald in mehrere Fürstentümer zerfiel, bestand im oberlothringischen Raum das Herzogtum Lothringen fort, das bis 1766 Teil des Heiligen Römischen Reiches war.
1635 griff Frankreich in den Dreißigjährigen Krieg ein und unterstützte die schwedischen Truppen, die erfolgreich im Elsass und in Lothringen gegen die kaiserlichen Truppen kämpften. Lothringen war von den Kämpfen weniger betroffen, schlimmer war eine Pestepidemie, die ab 1620 für ca. 20 Jahre wütete, die man auf einen Einfall der Mansfeldschen Truppen zurückführte. Nach dem Westfälischen Frieden 1648, der Lothringen nur teilweise betraf, verfolgte Frankreich unter Ludwig XIV. die Reunionspolitik, die zur Eroberung Lothringens führte. Auslöser oder Vorwand war die Unterstützung der Fronde, ein Aufstand gegen den französischen König, durch Karl IV., Herzog von Lothringen. Lothringen wurde dann zu einer Provinz des Königreichs Frankreich, das bereits im vorangegangenen Jahrhundert das Elsass annektiert hatte.
Die von 1960 bis 2015 bestehende Region Lothringen umfasste das Kerngebiet des historischen Oberlothringen.

### Industrialisierung
Um 1850 begann die Industrialisierung in der Region Nancy. 1850 wurde die Bahnstrecke Nancy–Metz eröffnet, 1851/52 die durchgehende Eisenbahnstrecke von Reims über Nancy nach Straßburg und von Metz über Saarbrücken nach Mannheim. Frankreich begann ab 1867 mit dem Bau eines Moselkanals zwischen Frouard und Metz, um Lothringen mit dem französischen Kanalnetz zu verbinden. Eine nutzbare Moselkanalisierung erfolgte aber erst in den Jahren 1858 bis 1879. Ab der zweiten Hälfte des 19. Jahrhunderts begann auch der Abbau von Steinkohle der saarländisch-lothringischen Lagerstätte, allerdings in geringerem Ausmaß als in der benachbarten Saarregion. Im Jahr 1858 verkündete Napoleon III. offiziell die Entdeckung des Kohlebeckens in Lothringen, bis 1867 entstanden sieben Schächte.

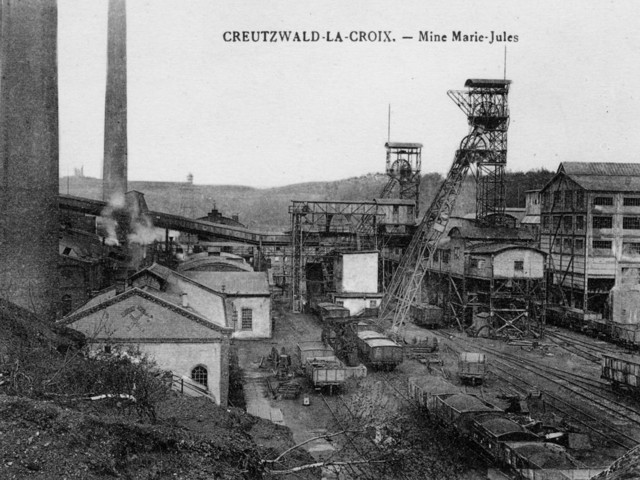
Bergwerk in Creutzwald-la-Croix
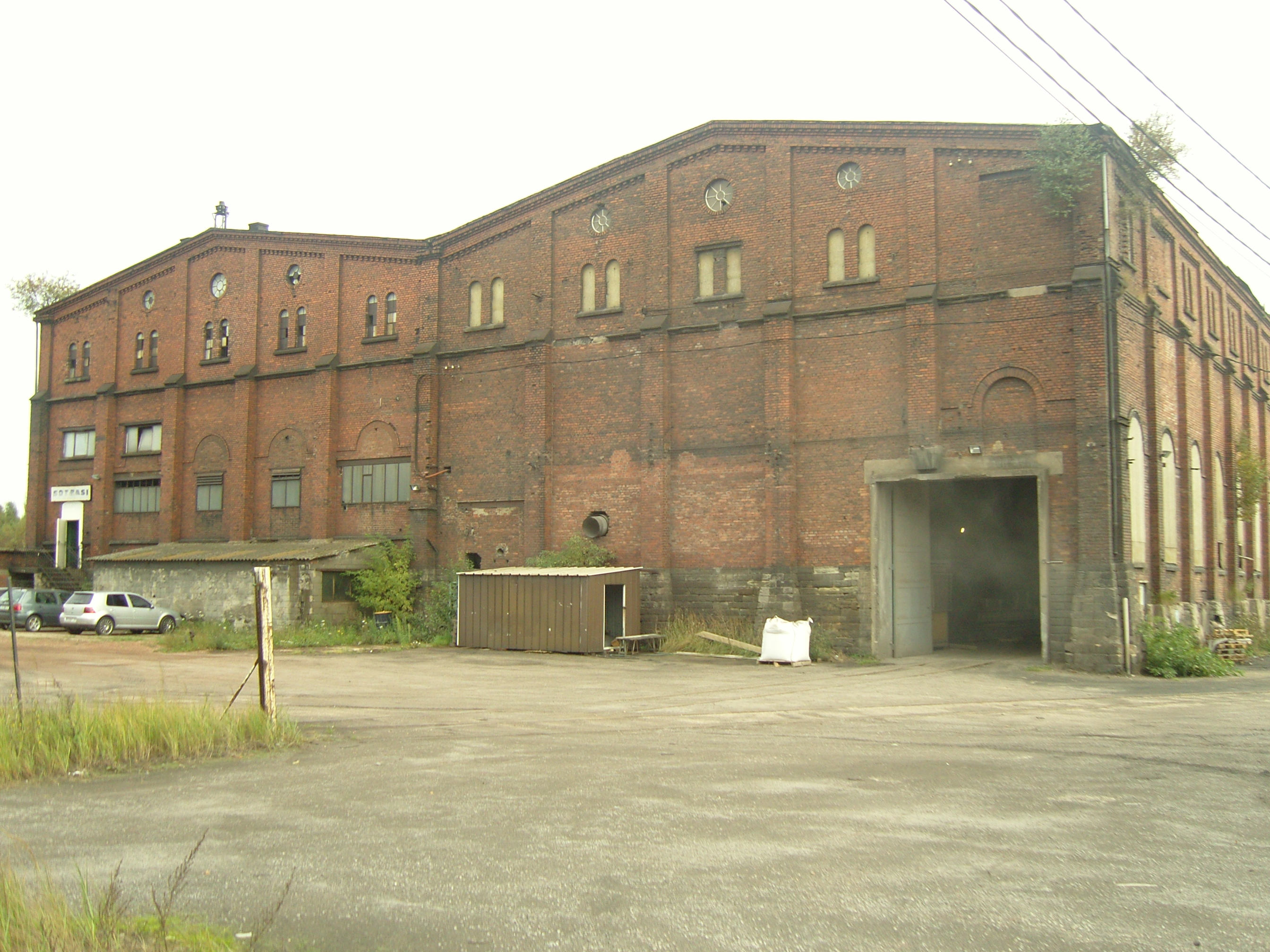
Bergwerk in L’Hôpital (Spittel)
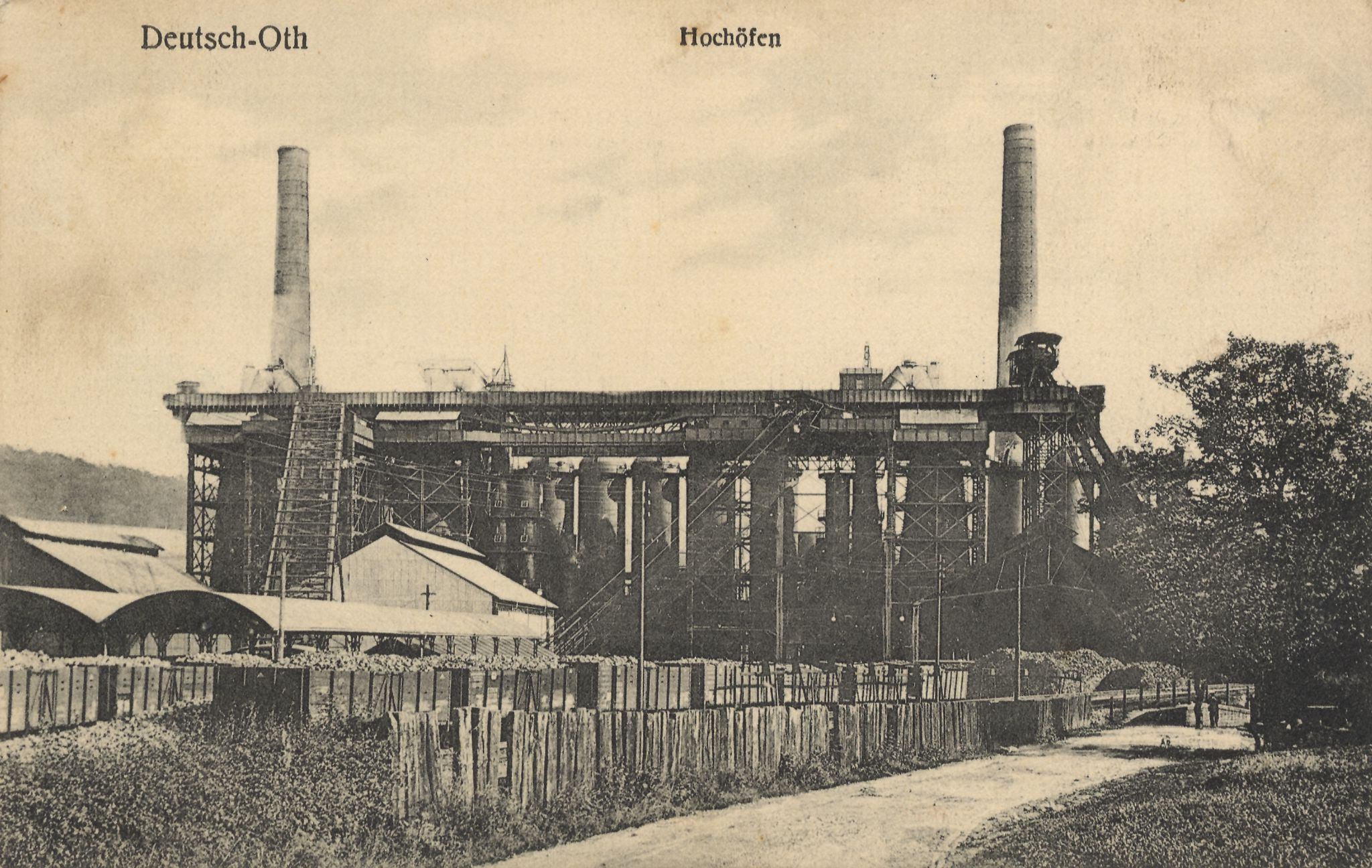
Stahlwerk in Audun-le-Tiche (Deutsch-Oth)
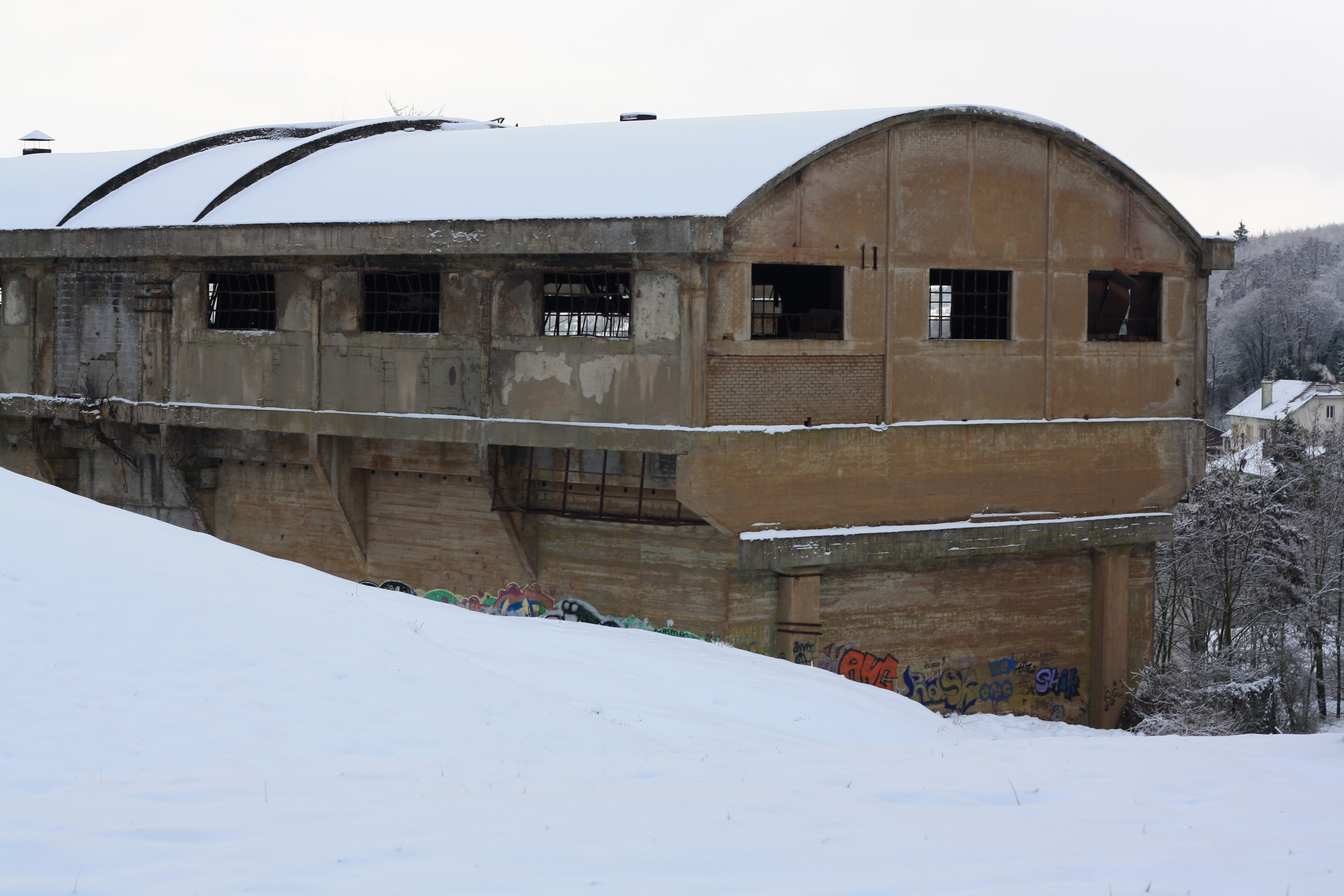
Erzverladegebäude in Neuves-Maisons

### Teilung Lothringens (1871–1918)

Territoriale Entwicklung der elsässischen und lothringischen Départements seit 1871

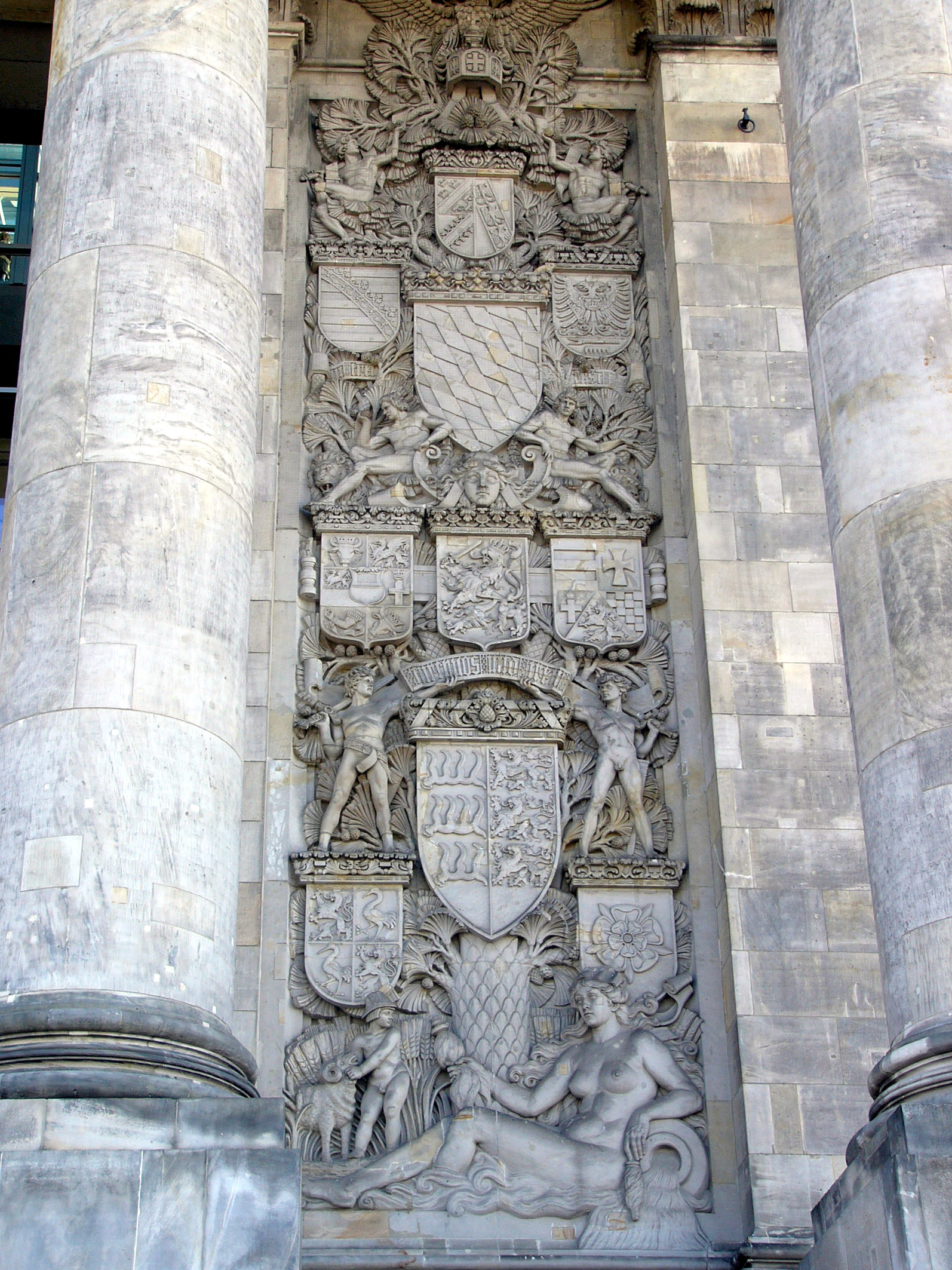
Wappen des Reichslandes Elsaß-Lothringen am Reichstagsportal als oberster Wappenschild unterhalb der Kaiserkrone

Lage des Reichslandes Elsaß-Lothringen im Deutschen Kaiserreich 1871–1918

Nach dem Sieg Preußens und seiner Verbündeten im Deutsch-Französischen Krieg 1871 wurden die Gebiete mit einer mehrheitlich deutschsprachigen Bevölkerung im Nordosten Lothringens als Bezirk Lothringen zusammen mit dem Elsass zum Reichsland Elsaß-Lothringen zusammengeschlossen und dem neu gegründeten Deutschen Reich angegliedert. Der Grenzverlauf in Lothringen schloss dabei französischsprachiges Gebiet in größerem Umfang ein, insbesondere die Stadt Metz und ihr Umland. Das neu geschaffene Reichsland besaß – anders als die übrigen deutschen Gliedstaaten – anfangs keine Eigenständigkeit und war unmittelbar dem Deutschen Kaiser unterstellt. Mit dem Elsass und dem nordöstlichen Teil Lothringens wurden dabei zwei Länder miteinander verbunden, die jeweils eine eigenständige regionale Identität besaßen. Während das Elsass zum alemannischen Kulturraum gehörte, war der deutschsprachige Teil Lothringens Teil des fränkischen Kulturraums. Eine anfangs in Betracht gezogene Angliederung Lothringens an die Pfalz (Bayern) und des Elsass an das Großherzogtum Baden, die dieser kulturräumlichen Nähe Rechnung getragen hätte, wurde jedoch wieder verworfen.
Der größere Teil Lothringens verblieb 1871 auf französischer Seite. Wegen der neuen Grenzziehung wurde ein neues Département eingerichtet: Das zum überwiegenden Teil bei Frankreich verbliebene Département Meurthe mit der Hauptstadt Nancy wurde mit dem westlichen Teil des ehemaligen Départements Moselle zum Département Meurthe-et-Moselle vereinigt.
Die Industrialisierung der Region setzte sich fort und in der Folgezeit entstand eine leistungsfähige Schwerindustrie beiderseits der Grenze im Bereich Metz, Diedenhofen und Nancy.
 1893 wurde der Marne-Rhein-Kanal von Reims über Nancy nach Straßburg eröffnet.

### Erster Weltkrieg
In den Jahren 1914 bis 1918 war Lothringen eines der Hauptkampfgebiete an der Westfront (Erster Weltkrieg). Hier fand 1914 die Schlacht in Lothringen und 1916 die Schlacht um Verdun statt. Nach der deutschen Niederlage wurde 1918 der nordöstliche Teil Lothringens durch den Friedensvertrag von Versailles wieder vom Deutschen Reich getrennt und als Département Moselle von Frankreich annektiert. Danach galt die französische Sprache gesetzlich als alleinige Amts- und Schulsprache, auch für die deutschsprachige Bevölkerung. Alle deutschen Einwohner, die erst nach 1871 zugezogen waren, wurden ausgewiesen, aus Elsass-Lothringen insgesamt 250.000 Personen, davon 100.000 aus Lothringen.

### Zweiter Weltkrieg
Im Zweiten Weltkrieg wurde Lothringen im Juni 1940 (Westfeldzug) von Truppen der Wehrmacht besetzt. Nach der Kapitulation Frankreichs wurde das Département Moselle als CdZ-Gebiet Lothringen einem Chef der Zivilverwaltung (CdZ), dem NSDAP-Politiker Josef Bürckel, unterstellt und faktisch wie Reichsgebiet behandelt. Die deutsche Sprache wurde als Amts- und Schulsprache wieder vorgeschrieben. Die nichtdeutschsprachige Bevölkerung wurde zu einem beträchtlichen Teil ausgewiesen, bis Oktober 1943 nach zeitgenössischen Angaben etwa 80.000 Personen, was 15 Prozent der Bevölkerung entsprach.
Das Gebiet sollte später zusammen mit dem Saarland und der Pfalz den Reichsgau Westmark bilden. Als Hauptstadt war Saarbrücken geplant, wo der Chef der Zivilverwaltung bereits seinen Sitz hatte. Das Gebiet wurde in das Deutsche Reich nicht mehr förmlich eingegliedert.
Lothringen und das Elsass wurden im November und Dezember 1944 von alliierten Streitkräften zurückerobert und wieder Teil Frankreichs.
Die französische Sprache wurde wieder alleinige Amts- und Schulsprache – auch für die deutschsprachige Bevölkerung.

### Region (1960–2015)

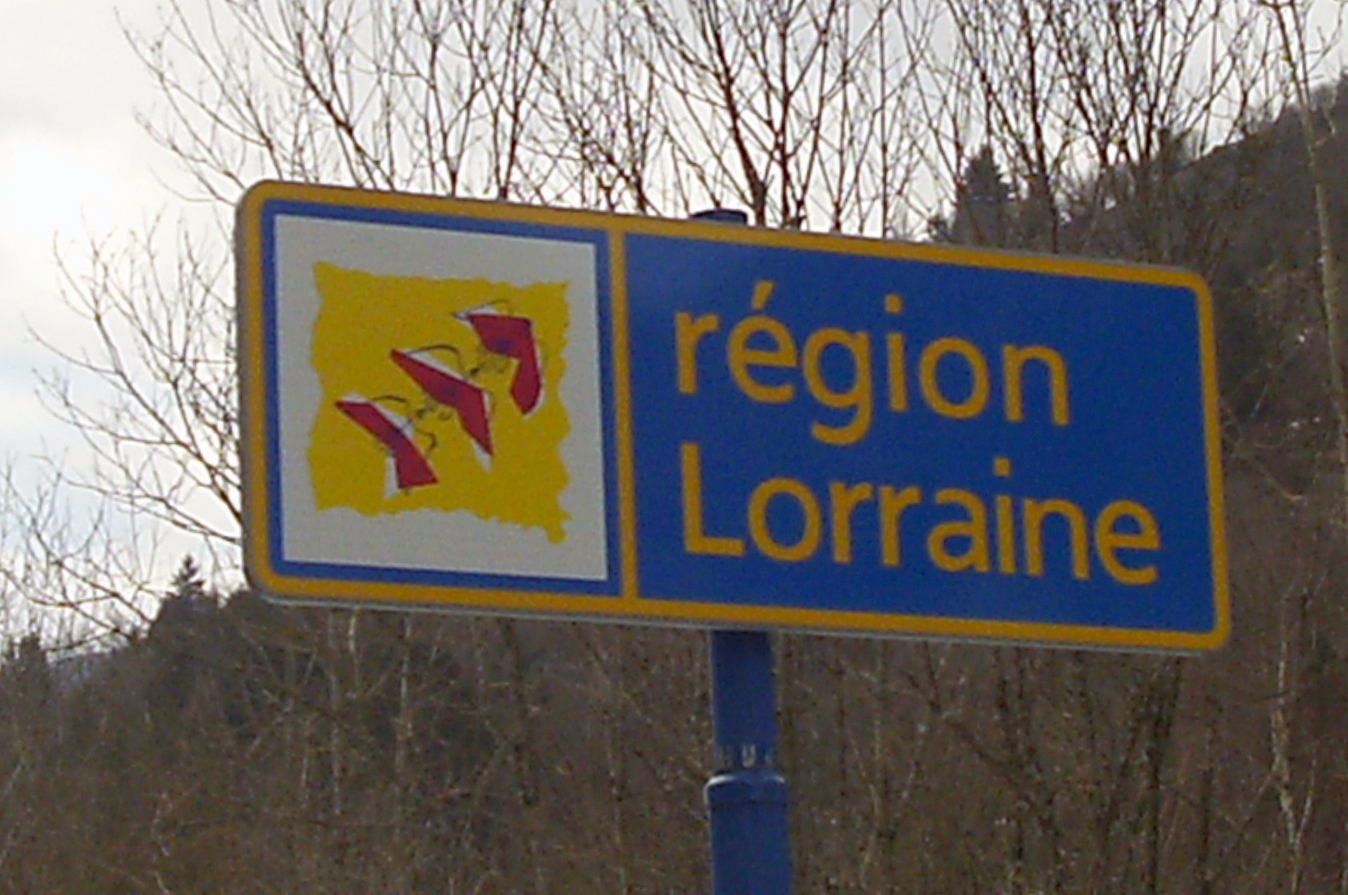
Eingangsschild zur ehemaligen Region Lothringen am Col de Bussang am 12. März 2016. Zu dieser Zeit hatten die Behörden der ehemaligen Region Elsass schon alle ihre Eingangsschilder demontiert.

Die Region Lothringen entstand 1960 mit der Einrichtung der Regionen in Frankreich. 1972 erhielt die Region den Status eines Établissement public unter Leitung eines Regionalpräfekten. Nach langen kontroversen Diskussionen zwischen den beiden rivalisierenden Städten Nancy und Metz, die beide den Status der Regionalhauptstadt für sich beanspruchten, wurde diese Frage im Jahr 1974 zugunsten von Metz entschieden.
Durch die Dezentralisierungsgesetze von 1982 erhielten die Regionen den Status von Collectivités territoriales (Gebietskörperschaften), wie ihn bis dahin nur die Gemeinden und die Départements besessen hatten. Im Jahre 1986 wurden die Regionalräte erstmals direkt gewählt. Seitdem wurden die Befugnisse der Region gegenüber der Zentralregierung in Paris schrittweise erweitert.
Zum 1. Januar 2016 wurde die Region Lothringen mit den benachbarten Regionen Champagne-Ardenne und Elsass zur Region Grand Est fusioniert.

## Bevölkerung

### Sprachen
Die südlichen, zentralen und westlichen Teile Lothringens gehören von Alters her zum französischen, die nordöstlichen Teile Lothringens zum deutschen Sprachraum. Eine Besonderheit der Sprachgrenze in Lothringen ist, dass weder geografische noch politische Grenzen mit der Sprachgrenze zusammenfielen. Bis ins 19. Jahrhundert blieb die Sprachgrenze relativ stabil und verlagerte sich danach nach Nordosten. Die französische Sprache, die der deutschlothringischen Bevölkerung im Nordosten Lothringens seinerzeit von Frankreich als Amts- und Schulsprache verordnet wurde, hat die deutsche Sprache (mittelfränkische Dialekte) mittlerweile weitestgehend verdrängt. In einigen (ländlichen) Gebieten werden allerdings noch – vorwiegend von der älteren Generation – die deutschen Mundarten (Lothringisch, Moselfränkisch und Rheinfränkisch) gesprochen.

### Religion
Durch die lange Zugehörigkeit Lothringens zum Heiligen Römischen Reich bzw. zum Deutschen Reich, war die Entwicklung der Religion verschieden von Frankreich. Beim Konkordat von 1801 war Lothringen Teil Frankreichs, beim Gesetz zur Trennung von Kirche und Staat 1905 war es Teil des Deutschen Reiches, die Trennung erfolgte nicht. Die Geistlichen werden vom Staat besoldet, ihre Ausbildung erfolgt an staatlichen Universitäten. Die Katholische Kirche vereinigt die Mehrheit der Gläubigen. Sie ist in vier Bistümern organisiert: Bistum Verdun, Bistum Saint-Dié, Bistum Nancy-Toul und Bistum Metz. Viele Christen in Lothringen gehören der Protestantische Kirch an, die sich 2006 mit der Protestantische Kirche im Elsass vereinigt hat. Juden lebten seit vielen Jahrhunderten und fast durchgängig in Lothringen. Nach dem Zweiten Weltkrieg zogen viele Muslime aus den französischen Kolonien nach Lothringen, sie wurden langsam in die religiösen Strukturen integriert: Ausbildung der Imame an Universitäten, Islamunterricht an den Schulen. Über die Anteile der Religionen an der Bevölkerung gibt es nur grobe Schätzungen: In Frankreich ist die Erfassung von Ethnie, Religion u. ä. nicht erlaubt. In Elsass-Lothringen leben ca. 235.000 Reformierte Christen, in ganz Frankreich lebten 2015 ca. 4,5 Mio. Muslime.

### Lothringer Trachtenbekleidung des 19. Jahrhunderts
Mit dem Ausgang des 19. Jahrhunderts und dem Aufschwung der Industrie starb in Lothringen die ländliche Trachtenbekleidung aus. Der aus Trier stammende Künstler August Migette (1802 in Trier – 1884 in Metz) überlieferte in seinen Aquarellstudien vom Mai 1866, die heute im Metzer Stadtmuseum (Musées de Metz) aufbewahrt werden, die traditionelle Kleidung in der Region.

Trachtenbekleidung des 19. Jahrhunderts, Trachtenskizzen von August Migette, 1866
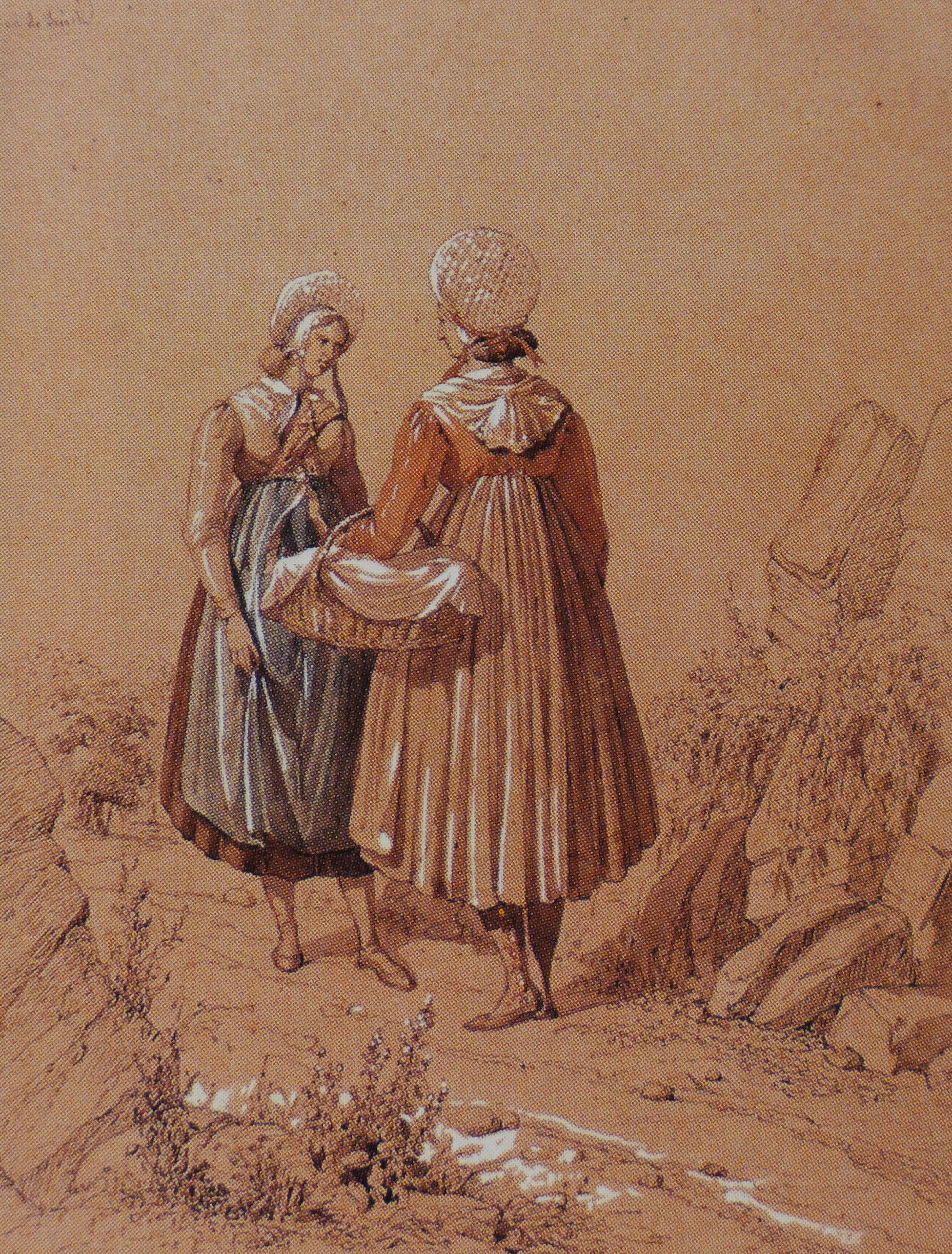
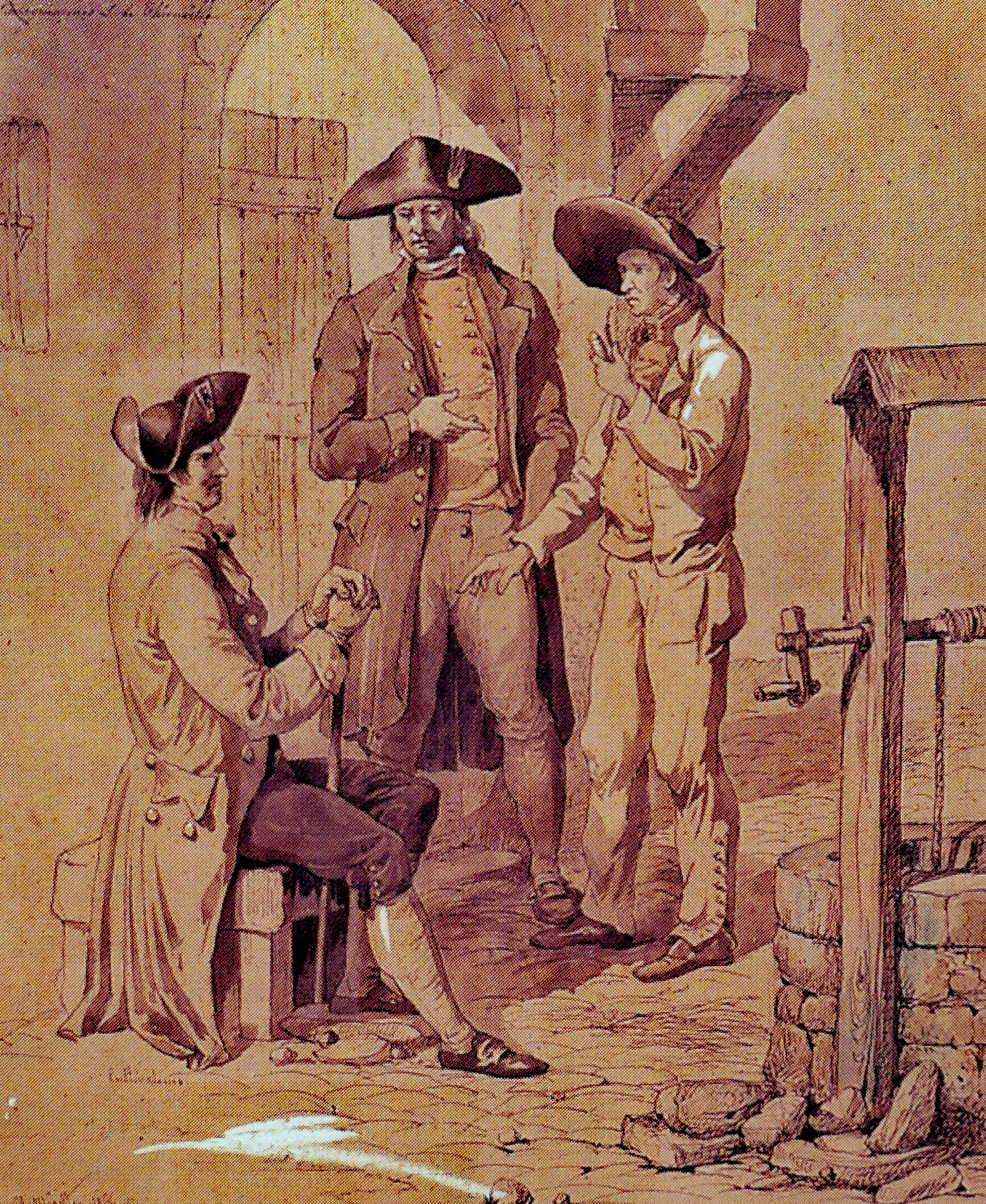
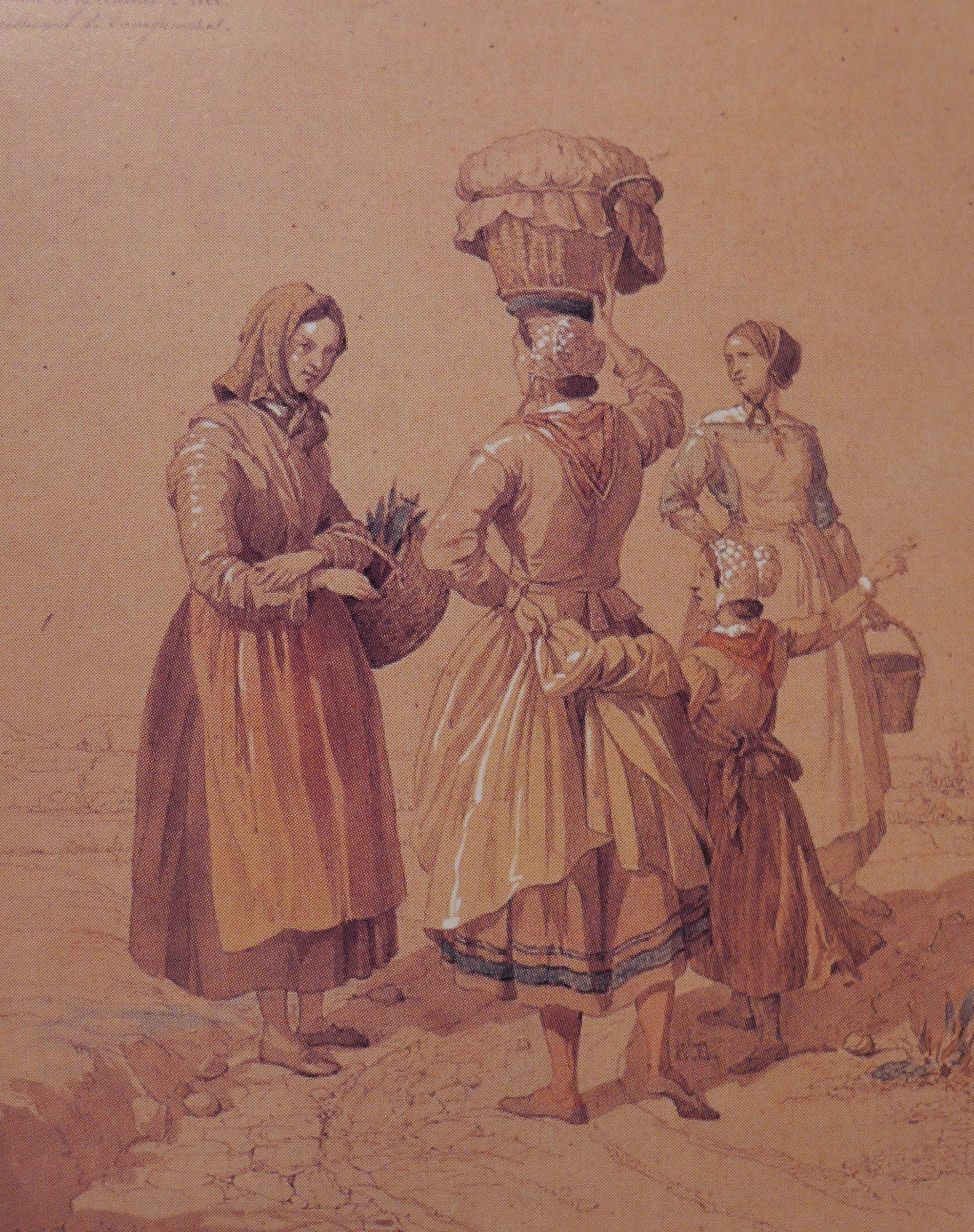
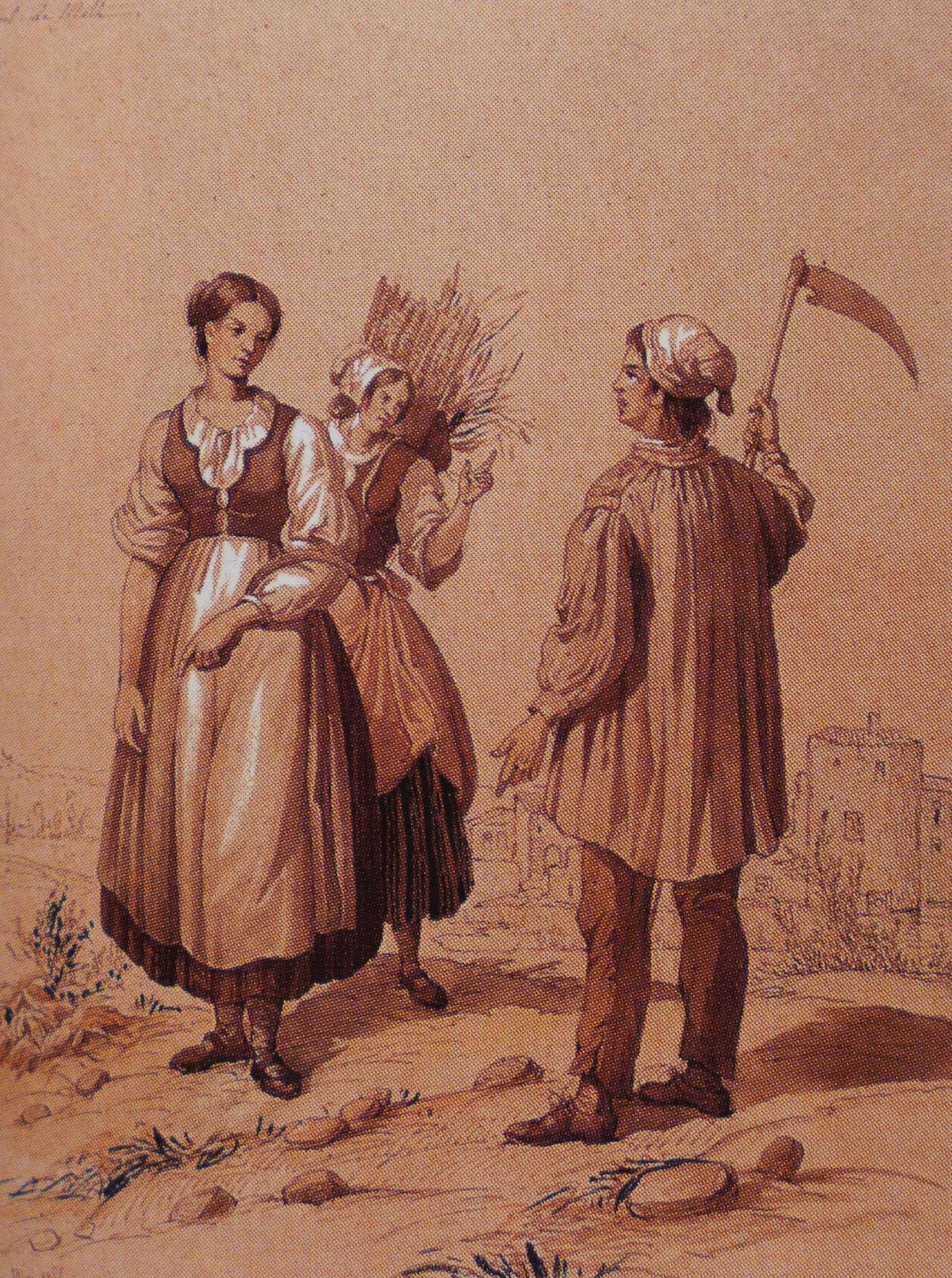
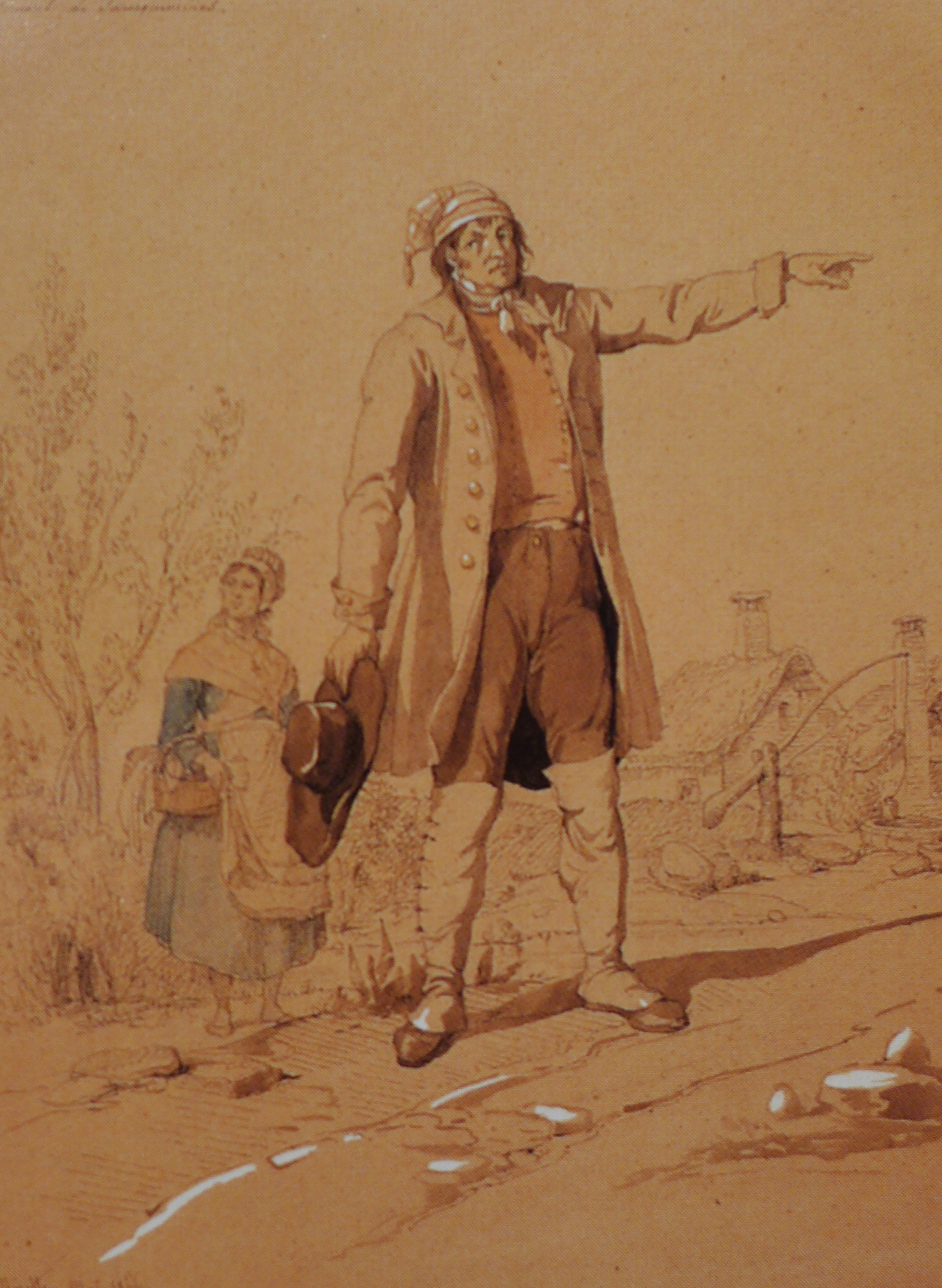
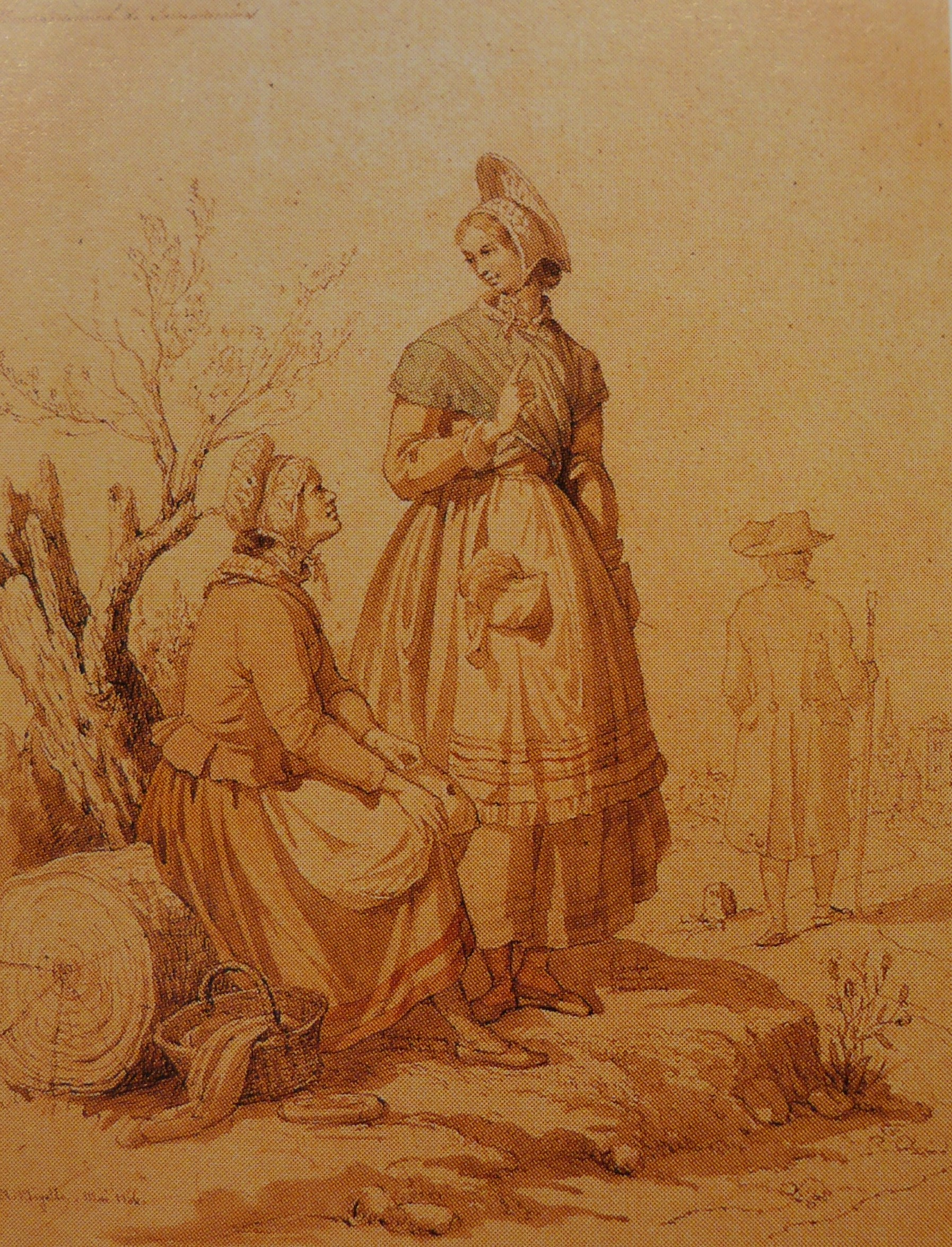

#### Männer
Die Männer trugen Leinenhemden mit hochstehendem Kragen, der über einer mehrfach um den Hals geschlungenen Halsbinde aus schwarzer Seide herausschaute. Die vor der Französischen Revolution üblichen Culotte-Hosen der Männer wurden im Laufe des 19. Jahrhunderts allmählich durch die langen Pantalon-Hosen ersetzt. Teilweise hatten diese Hosen an den Waden seitliche Knopfreihen. Zu den kurzen Hosen trug man niedrige Schnallenschuhe. An gewöhnlichen Sonntagen trug man beim Kirchgang eine dunkelblaue oder graue Bluse, die an hohen kirchlichen Feiertagen, Hochzeiten sowie Beerdigungen um einen langen dunkelfarbigen Gehrock (Frack, Chasse, Scheck, Anglaise) ergänzt wurde. Als Kopfbedeckung trug der Mann zur Bluse eine weißgrundige Zipfelmütze, die mit blauen und roten Garnen durchwirkt war. Die passende Kopfbedeckung zum Gehrock war ein großer, breitkrempiger Hut. Die Gesichter waren bartlos und glattrasiert.

#### Frauen
Den Hals umrahmte ein fein gefaltelter Kragen. Der Oberkörper wurde nicht durch eine Korsett geformt, sondern durch ein ärmelloses, fest anliegendes Leibchen mit Hüftwulst. Über dem Leibchen trug man an Werktagen ein dreieckig zusammengelegtes quadratisches Halstuch, das über der Brust zusammengeheftet wurde. Die beiden Zipfel des Tuches wurden unter den Schürzenbund gesteckt und vom Schürzenband gehalten. Die Feiertagsschürzen waren aus Seide gefertigt. Als Halsschmuck trug man ein silbernes oder goldenes Kreuz, das üblicherweise an einem schwarzen Halsband befestigt war. Wohlhabendere Frauen trugen statt des schwarzen Bandes eine goldene Gliederkette. Der Halsschmuck wurde zuweilen mit goldenen Ohrringen ergänzt. Die Haare waren in der Mitte gescheitelt, straff gekämmt und am Hinterkopf gesteckt. Darüber trug die Lothringerin eine wattierte und gesteppte Haube. In Deutsch-Lothringen war der tellerartige Hinterkopfteil der Haube höher ausgebildet als im französischsprachigen Teil des Landes. Die vorherrschende Farbe war weiß, allerdings kam auch schwarz vor. An Feiertagen wurde oft über diese Haube eine fein gewirkte Überkappe oder „Nebelkappe“ gezogen. Ausgehend von dem von Königin Marie-Antoinette getragenen, unwattierten „Bonnet à la reine“ wurde die altlothringische Haube allmählich verdrängt. Bei der sommerlichen Feld- und Gartenarbeit trugen die Frauen auch Strohkappen.
An Feiertagen wurde über dem Leibchen zusätzlich ein kurzes Jäckchen getragen. Auf dem Hüftwulst des Leibchens ruhte der Rockbund, um eine falten- und stoffreiche Glockenform zu erzeugen. Die Festtagsröcke waren meist aus feiner Seide in dezenten Farben hergestellt. Die Röcke ließen die Füße frei sichtbar. Die kunstvoll gestrickten Strümpfe in weißer, grauer oder blauer Grundfarbe waren im sichtbaren Bereich zwischen Schuh und Rocksaum bunt bestickt. Die Ferse der absatzlosen Frauenschuhe war niedrig. Über dem Fußspann wurde der Schuh mit einem kleinen Riemchen gehalten.

### Städte
Die bevölkerungsreichsten Städte Lothringens sind:
| Stadt                | Einwohner (Jahr) | Département        |
| -------------------- | ---------------- | ------------------ |
| Metz                 | 121.695 (2022)   | Moselle            |
| Nancy                | 104.387 (2022)   | Meurthe-et-Moselle |
| Thionville           | 042.778 (2022)   | Moselle            |
| Épinal               | 032.296 (2022)   | Vosges             |
| Vandœuvre-lès-Nancy  | 029.697 (2022)   | Meurthe-et-Moselle |
| Montigny-lès-Metz    | 021.869 (2022)   | Moselle            |
| Saargemünd           | 020.324 (2022)   | Moselle            |
| Forbach              | 021.111 (2022)   | Moselle            |
| Saint-Dié-des-Vosges | 019.324 (2022)   | Vosges             |
| Lunéville            | 017.920 (2022)   | Meurthe-et-Moselle |

## Politische Gliederung (1960–2015)
Die Region Lorraine war in vier Départements untergliedert:
| Département        | Präfektur  | ISO 3166-2 | Bezirke | Kantone | Gemeinden | Einwohner Stand: 2022 | Fläche in km² | Einw./km² |
| ------------------ | ---------- | ---------- | ------- | ------- | --------- | --------------------- | ------------- | --------- |
| Meurthe-et-Moselle | Nancy      | FR-54      | 4       | 44      | 594       | 0732.898              | 5.246         | 139,7     |
| Meuse              | Bar-le-Duc | FR-55      | 3       | 31      | 500       | 0180.745              | 6.211         | 029,1     |
| Moselle            | Metz       | FR-57      | 9       | 51      | 730       | 1.050.721             | 6.216         | 169       |
| Vosges             | Épinal     | FR-88      | 3       | 31      | 514       | 0358.700              | 5.874         | 061,1     |
| Gesamt             | Gesamt     | Gesamt     | 190     | 1570    | 2.3380.   | 2.323.064             | 23.5470       | 98,7,     |

## Wirtschaft
Lothringen erbringt 3,4 % des französischen BIP (40,4 Mrd. Euro). Im Vergleich mit dem BIP der Europäischen Union ausgedrückt in Kaufkraftstandards erreichte die Region 2006 einen Index von 89,0 (EU-27 = 100).
Schwerpunkt der Wirtschaft ist der Dienstleistungssektor, gefolgt von der Industrie. Die Montanindustrie hat ihre frühere Bedeutung verloren. Vor allem im Gebiet um Thionville und Hayange hat dieser Strukturwandel der letzten Jahrzehnte weg von Stahl und das Verschwinden der Lothringer Bergwerke zu einer hohen Arbeitslosigkeit geführt, die bisher nicht durch Ansiedlung neuer Branchen ausgeglichen werden konnte. Daher ist die Region, die einst ein industrielles Zentrum war, zu einer der wirtschaftlich schwächsten und ärmsten Frankreichs geworden. Trémery ist Standort der weltweit größten Produktionsstätte für Dieselmotoren. Ein weiterer Standort der Automobilindustrie ist Smartville Hambach.
Mit dem Aufstieg des Finanzplatz Luxemburg nahm die Zahl der lothringer Pendler (franz.: frontaliers) zu. Mit mehr als 114.000 Pendlern im Jahr 2023 wurde dies ein wichtiger Wirtschaftszweig.
Weinbaugebiete befinden sich jeweils an der Mosel in den Landschaften Côtes de Moselle bei Metz und Sierck-les-Bains sowie in der Côtes de Toul bei der gleichnamigen Stadt Toul, außerdem an der Seille und an der oberen Maas um Vigneulles-lès-Hattonchâtel (Côtes de Meuse (IGP)). Die zweitgrößte französische Brauerei Brasserie Champigneulles befindet sich in Lothringen.

### Die Wirtschaft 2011
2011 zählte Lothringen 846.400 Arbeitsplätze, in der Industrie sind seit 1990 ca. 80.000 verloren gegangen, dagegen hat der Dienstleistungssektor um ca. 110.000 zugenommen. Mit 16 % war der Industriesektor etwas umfangreicher als in Frankreich gesamt, dafür war der tertiäre Sektor etwas geringer. Nur noch 5.300 Menschen arbeiteten in der Landwirtschaft, 10.000 Arbeitsplätze gingen hier verloren. Das Wachstum zwischen 1990 und 2011 war etwas geringer in Lothringen als in Frankreich. Der Bergbau und verwandte Erwerbszweige (Steine und Erden) trugen nur noch 3,7 % zum Bruttosozialprodukt in Lothringen bei. Die Textil- und Lederindustrie spielte immer noch eine wichtige Rolle. Auch die Automobilindustrie war mit Smart, Evobus (Mercedes), Peugeot und Continental in Sarreguemines vertreten. Die Luxusindustrie wurde durch die Kristallfabriken in Saint-Louis, Baccarat und Nancy (Daum), Emailleschmuck in Longwy und Keramiken in Lunéville repräsentiert, die 2.600 Arbeiter beschäftigten.

## Bildung

### Hochschulen
In Lothringen gibt es mehrere Hochschulen, darunter drei Universitäten in Nancy und eine in Metz. Diese unterhalten mehrere Außenstellen in kleineren Städten Lothringens.
Weiterhin sind mehrere Grandes Écoles in Lothringen ansässig. Insbesondere die im Institut National Polytechnique de Lorraine zusammengefassten Ingenieurhochschulen genießen teilweise einen hervorragenden Ruf in Frankreich.

### Sprachunterricht
Der Sprachunterricht an den Schulen Lothringens trägt der Historie und der geographischen Lage an der Sprachgrenze mittlerweile Rechnung. Seit 1976 wird Deutsch im Departement Moselle im Programm voie spécifique mosellane bereits in der Primarschule (École maternelle) gelehrt. Im Angebot steht dafür ein dreistündiger normaler Sprachunterricht oder ein sechs- oder neunstündiger bilingualer Unterricht. In unmittelbarer Grenznähe bieten einzelne Schulen sogar sprachlich Unterricht zu gleichen Teilen – je 13 Stunden Deutsch und Französisch – an. Die Behörden versuchen hierfür muttersprachliche Deutschlehrer – auch aus dem benachbarten Saarland – einzusetzen.
30 Prozent der Schüler in Lothringen wählen heute Deutsch als erste Fremdsprache. 26 Prozent beginnen spätestens in der Grundschule mit dem Deutschunterricht. Damit hat Deutsch an den Schulen Lothringens eine deutlich stärkere Position gegenüber Englisch im Vergleich zum französischen Durchschnitt. In knapp 100 weiterführenden Schulen (Collèges und Lycées) wird verstärkter oder bilingualer Deutschunterricht angeboten. An ausgewählten Schulen – in der Regel in Grenznähe zu Deutschland – ist es möglich, mit dem französischen Baccalauréat gleichzeitig das deutsche Abitur zu erwerben.
Partner auf deutscher Seite der weitergehenden Unterrichtsmaßnahmen ist in der Regel das Bundesland Saarland, wo umgekehrt eine – im Vergleich zum Bundesschnitt – deutlich stärkere Förderung der französischen Sprache an den Schulen stattfindet.
Eine Förderung der originären lothringischen deutschen Dialekte findet an den Schulen entgegen den Forderungen entsprechender Vereine und Regionalparteien nicht statt.

## Kultur

### Kulinarische Spezialitäten
- Dragées aus Verdun
- Gâteau au chocolat, Schokoladenkuchen
- La Duchesse aus Bar-le-Duc, kernlose Johannisbeerkonfitüre
- Macarons aus Nancy und Bolchen, Mandelmakronen
- Madeleines aus Commercy, ein muschelförmiges Sandgebäck
- Mirabellen, u. a. als Konfitüre und Eau de vie
- Potée Lorraine, ein deftiger Eintopf mit Kohl, diversen Gemüsen und Würstchen
- Quiche Lorraine, ein salziger Mürbeteigkuchen mit Speck

### Naturparks
- Regionaler Naturpark Ballons des Vosges (frz. Parc naturel régional des Ballons des Vosges)
- Regionaler Naturpark Lothringen (französisch Parc naturel régional de Lorraine)
- Regionaler Naturpark Vosges du Nord (frz. Parc naturel régional des Vosges du Nord)
 Er wurde 1998 mit dem in Deutschland liegenden, unmittelbar angrenzenden Naturpark Pfälzerwald unter der Schirmherrschaft der UNESCO zum grenzüberschreitenden Biosphärenreservat Pfälzerwald-Vosges du Nord zusammengefasst.

### Sport
Der FC Metz stieg zur Saison 2021/22 aus der Ligue 1, der höchsten Spielklasse im französischen Fußball, in die Ligue 2, der zweithöchsten Spielklasse, ab. Wiederum stieg die AS Nancy aus der Ligue 2 in die National 1, der dritten Liga in Frankreich, ab. Die AS Nancy gewann 2006 die Coupe de la Ligue. In der Saison 2006/07 erreichte diese im UEFA-Cup das Sechzehntelfinale. Da das Gebiet des Département Moselle einst größtenteils deutsches Staatsgebiet war, gibt es dort auch Vereine, die ihre Wurzeln in deutschen Vorgängerklubs haben. Beispielsweise wurde der FC Metz im Jahr 1912, als die Stadt Metz Teil des Deutschen Kaiserreiches war, als SpVgg 1912 Metz gegründet.

## Persönlichkeiten
- Jeanne d’Arc (* 1412 in Domrémy; † 1431 in Rouen), französische Nationalheldin
- Ligier Richier (* um 1500 in Saint-Mihiel; † 1567 in Genf), Bildhauer
- Louise de Lorraine-Vaudémont (* 1553 in Nomeny; † 1601 in Moulins), Ehefrau Heinrichs III., von 1575 bis 1589 Königin von Frankreich
- Jacques Callot (* 1592 in Nancy; † 1635 ebenda), Zeichner und Graphiker
- Georges de la Tour (* 1593 in Vic-sur-Seille; † 1652 in Lunéville), Maler

Claude Gellée: Hafen mit der Villa Medici (1639)

- Claude Gellée, auch Claude Lorrain (* 1600 in Chamagne; † 1682 in Rom), Maler
- Franz Stephan von Lothringen (* 1708 in Nancy; † 1765 in Innsbruck), als Franz I. Kaiser des Heiligen Römischen Reiches
- Nicolas Gilbert (* 1750 in Fontenoy-le-Château; † 1780 in Paris), Dichter
- Nicolas Chopin (* 1771 in Marainville-sur-Madon; † 1844 in Warschau), französisch-polnischer Sprachlehrer, Vater von Frédéric Chopin
- Paul Verlaine (* 1844 in Metz; † 1896 in Paris), Dichter
- Émile Gallé (* 1846 in Nancy; † 1904 ebenda), Glaskünstler
- Jules Bastien-Lepage (* 1848 in Damvillers, † 1884 in Paris), Maler
- Émile Durkheim (* 1858 in Épinal; † 1917 in Paris), Soziologe
- Marcel Mauss (* 1872 in Épinal; † 1950 in Paris), Soziologe und Ethnologe
- Henri Poincaré (* 1854 in Nancy; † 1912 in Paris), Mathematiker, Physiker und Bergbauingenieur
- Raymond Poincaré (* 1860 in Bar-le-Duc; † 1934 in Paris), Politiker, französischer Staatspräsident von 1913 bis 1920
- Émile Friant (* 1863 in Dieuze; † 1932 in Paris), Maler
- Albert Lebrun (* 1871 in Mercy-le-Haut; † 1950 in Paris), französischer Staatspräsident
- Lucien Febvre (* 1878 in Nancy; † 1956 in Saint-Amour), Historiker
- Yvan Goll (* 1891 in Saint-Dié-des-Vosges; † 1950 bei Paris), Dichter
- Fernand Braudel (* 1902 in Luméville-en-Ornois, heute Gondrecourt-le-Château; † 1985 in Cluses), Historiker
- Patrick Barth (* 1949 in Forbach), Fußballer
- Michel Platini (* 1955 in Joeuf), Fußballer und Präsident der UEFA
- Philippe Claudel (* 1962 in Dombasle-sur-Meurthe), Schriftsteller, Dramatiker und Filmregisseur
- Patricia Kaas (* 1966 in Forbach), Sängerin

Einer der berühmtesten Lothringer, der französische Politiker und Außenminister Robert Schuman, einer der Wegbereiter der europäischen Einigung, wurde 1886 in Luxemburg geboren und starb 1963 in Scy-Chazelles.